# Taharana goldi
Taharana goldi är en insektsart som beskrevs av Nielson 1982. Taharana goldi ingår i släktet Taharana och familjen dvärgstritar. Inga underarter finns listade i Catalogue of Life.